# Homoneura gibbosa
Homoneura gibbosa är en tvåvingeart som beskrevs av Mitsuhiro Sasakawa 1991. Homoneura gibbosa ingår i släktet Homoneura och familjen lövflugor. Inga underarter finns listade i Catalogue of Life.